# Festival Internacional de Cinema Fantàstic de Brussel·les
El Festival Internacional de Cinema Fantàstic de Brussel·les (Brussels International Fantastic Film Festival o BIFFF) és un festival de cinema creat el 1983 per Annie Bozzo, Gigi Étienne, Freddy Bozzo, Georges Delmote i Guy Delmote. Les pel·lícules a competició són de terror, thrillers i de ciència-ficció. Es considera un dels cinc festivals de gènere més grans del món. Tot i que havia estat acreditat per la FIAPF, des del 2019 no ho està.
El festival té lloc a Brussel·les cada any a l'abril. Fins a l'any 2006 es va fer al març, però l'any 2007 es va veure obligat a traslladar-se, l'antiga sala del passatge 44 va haver de fer una gran reforma. El lloc de Thurn en Taxis, encara a Brussel·les, va ser escollit per acollir el festival a l'abril del 2007 fins al 2012. Del 2013 al 2018, les edicions es van organitzar al palais des beaux-arts (Bozar) de Brussel·les, també durant el mes d'abril. L'any 2022, el festival es trasllada al Plateau du Heysel (Atomium) al Palau 10 de les sales d'exposicions de Brussel·les. En comparació amb una massa reeixida
El nom del festival varia molt segons les fonts i les traduccions. El seu nom oficial és Brussels International Fantastic Film Festival, només en anglès. Els noms dels premis internacionals també estan només en anglès, excepte el premi Méliès (Méliès d'or i Méliès d'argent).

## Premis atorgats
- El Corb d'or (The Golden Raven), una obra de Joseph Henrion, premi a la millor pel·lícula
- El Corb d'argent (The Silver Raven), una obra de Michel Devillers, premi a la segona millor pel·lícula
- El Pegàs (The Pegasus), una obra de Daniel Monic, premi del públic
- El Premi de la Crítica, coatorgat per la Unió de la Premsa Cinematogràfica Belga (UPCB) i per la Unió de Crítics de Cinema (UCC)

## Premiats
| Any  | The Golden Raven                                   | The Silver Raven                                              | The Pegasus                                                             | Menció especial                                                          |
| ---- | -------------------------------------------------- | ------------------------------------------------------------- | ----------------------------------------------------------------------- | ------------------------------------------------------------------------ |
| 1990 | La banyera                                         | Society The Discarnates                                       |                                                                         |                                                                          |
| 1991 | Tobu yume o shibaraku minai                        | Hardware Henry: retrat d'un assassí en sèrie                  | Warlock                                                                 |                                                                          |
| 1992 | Timescape                                          | Highway 61 Tetsuo II: Body Hammer                             | The People Under the Stairs                                             |                                                                          |
| 1993 | L'exèrcit de les tenebres                          | Siméon Matinée                                                | L'exèrcit de les tenebres                                               |                                                                          |
| 1994 | Enganys                                            | Cronos Younger and Younger                                    | 12:01                                                                   |                                                                          |
| 1995 | Akumulátor 1                                       | Trollsyn La Voix de l'araignée                                | Nattevagten                                                             |                                                                          |
| 1996 | El día de la bestia                                | Haunted Angela                                                | Nur über meine Leiche                                                   |                                                                          |
| 1997 | Luna e l'altra                                     | Retroactive Karmina                                           | Karmina                                                                 |                                                                          |
| 1998 | Innocència rebel                                   | 8 caps dins una bossa de viatge L'arcano incantatore          | Event Horizon                                                           |                                                                          |
| 1999 | Ringu                                              | Cube In Dreams                                                | Dark City                                                               |                                                                          |
| 2000 | Els sense nom                                      | Galaxy Quest Ulls que vigilen                                 | Galaxy Quest                                                            |                                                                          |
| 2001 | Seom                                               | Vampire Hunter D : Bloodlust Premonició                       | Barri maleït                                                            |                                                                          |
| 2002 | Dog Soldiers                                       | Aigua fosca Faust 5.0                                         | Dog Soldiers                                                            |                                                                          |
| 2003 | Cypher                                             | Aragami May                                                   | Dead End                                                                |                                                                          |
| 2004 | Jigureul Jikyeora!                                 | Janghwa, Hongryeon Gozu                                       | The Butterfly Effect                                                    |                                                                          |
| 2005 | Marebito                                           | Vital Els guardians de la nit                                 | Saw                                                                     |                                                                          |
| 2006 | Adams Æbler                                        | Storm                                                         | Adams Æbler                                                             | Els maquilladors Alma Casal i Juan Serano Homecoming (Masters of Horror) |
| 2007 | L'hoste                                            | Black Sheep Jungcheon                                         | Death Note                                                              |                                                                          |
| 2008 | 13 game sayawng                                    | [●REC] Vikaren                                                | [●REC]                                                                  |                                                                          |
| 2009 | Deixa'm entrar                                     | Sauna L'última casa a l'esquerra                              | Sexykiller                                                              |                                                                          |
| 2010 | L'òrfena                                           | Thirst Symbol                                                 | Vampires                                                                |                                                                          |
| 2011 | Akmareul boatda                                    | Midnight Son El detectiu Di i el misteri de la flama fantasma | Rare Exports: A Christmas Tale                                          |                                                                          |
| 2012 | The Awakening                                      | Juan de los muertos Tormented                                 | Iron Sky                                                                |                                                                          |
| 2013 | Promoción fantasma                                 | Abductee (Abudakuti) American Mary                            | Promoción fantasma                                                      |                                                                          |
| 2014 | Las brujas de Zugarramurdi                         | Rigor Mortis Horror Stories 2                                 | Las brujas de Zugarramurdi                                              | Control                                                                  |
| 2015 | Frankenstein                                       | The Infinite Man Ich seh Ich seh                              | Liza, a rókatündér                                                      | Premi especial : The Blue Elephant Menció especial : Starry Eyes         |
| 2016 | I Am a Hero                                        | Seoul Station The Phone                                       | Anacleto: Agent secret                                                  | The Arti: The Adventure Begins                                           |
| 2017 | Better Watch Out                                   | We Go On The Mermaid                                          | L'autòpsia de la Jane Doe                                               | Vanishing Time: A Boy Who Returned                                       |
| 2018 | Inuyashiki                                         | Mon Mon Mon Monsters Vuelven                                  | Vuelven                                                                 |                                                                          |
| 2019 | Little Monsters                                    | Freaks Extra Ordinary                                         | Kamera o Tomeru na!                                                     |                                                                          |
| 2020 | Edició anu·lada a causa de la pandèmia de Covid-19 | Edició anu·lada a causa de la pandèmia de Covid-19            | Edició anu·lada a causa de la pandèmia de Covid-19                      | Edició anu·lada a causa de la pandèmia de Covid-19                       |
| 2021 | Vicious Fun                                        | Son Keullojet                                                 | Premi del públic 2021 : Vicious Fun Premi del públic 2020 : Bloody Hell |                                                                          |
| 2022 | Vesper                                             | Nos cérémonies Virus 32                                       | Mad Heidi                                                               | Studio 666                                                               |
| 2023 | Parla amb mi                                       | Infinity Pool Suzume no tojimari                              | Sisu                                                                    | Sisu                                                                     |
| 2024 | Dala Kaskiri                                       | Your Monster El Cuco                                          | River                                                                   |                                                                          |